# Матцинген
Матцинген (нем. Matzingen) — коммуна в Швейцарии, в кантоне Тургау.
Входит в состав округа Фрауэнфельд. Население составляет 2433 человека (на 31 декабря 2007 года). Официальный код — 4591.

## Фотографии

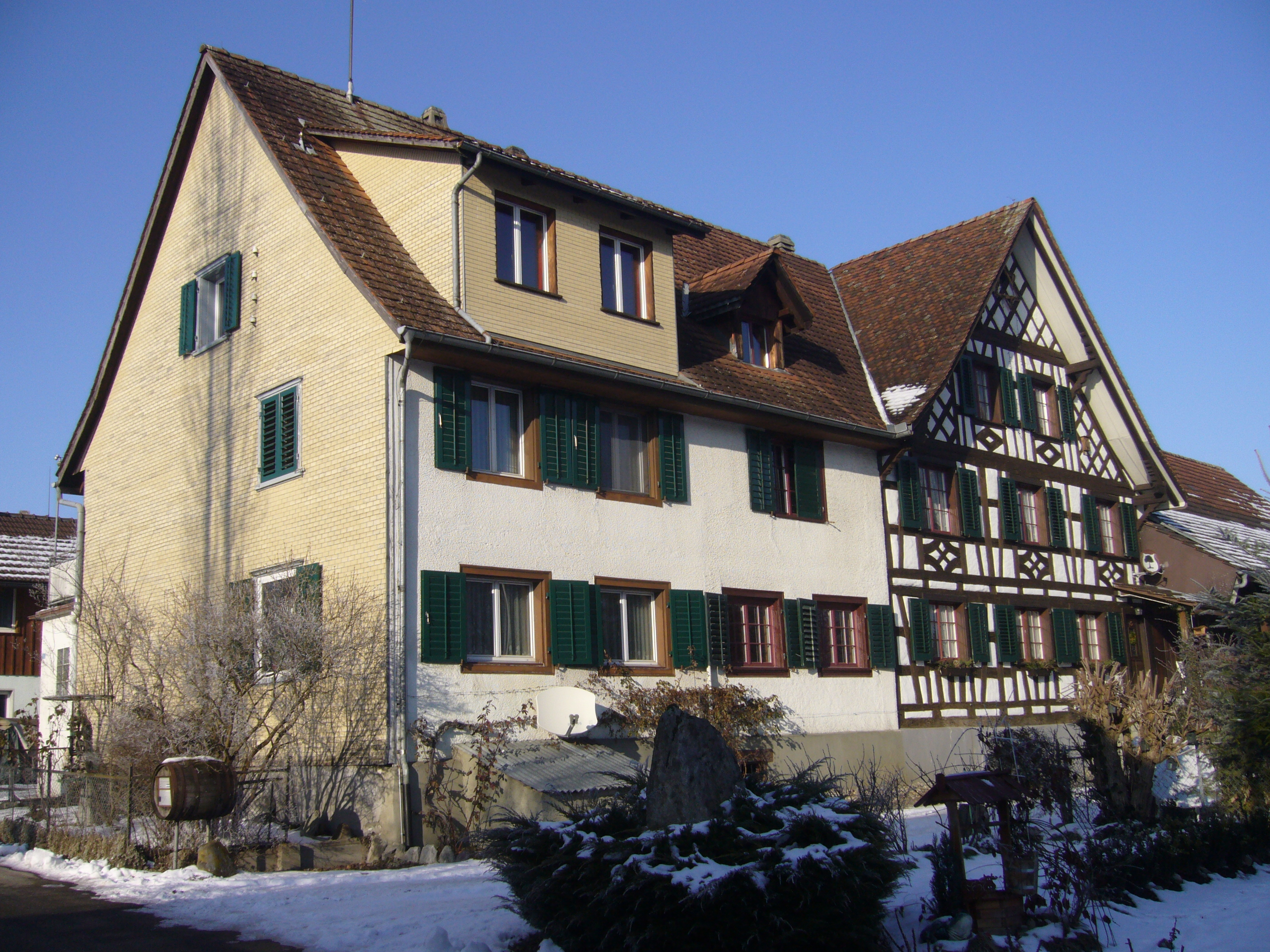
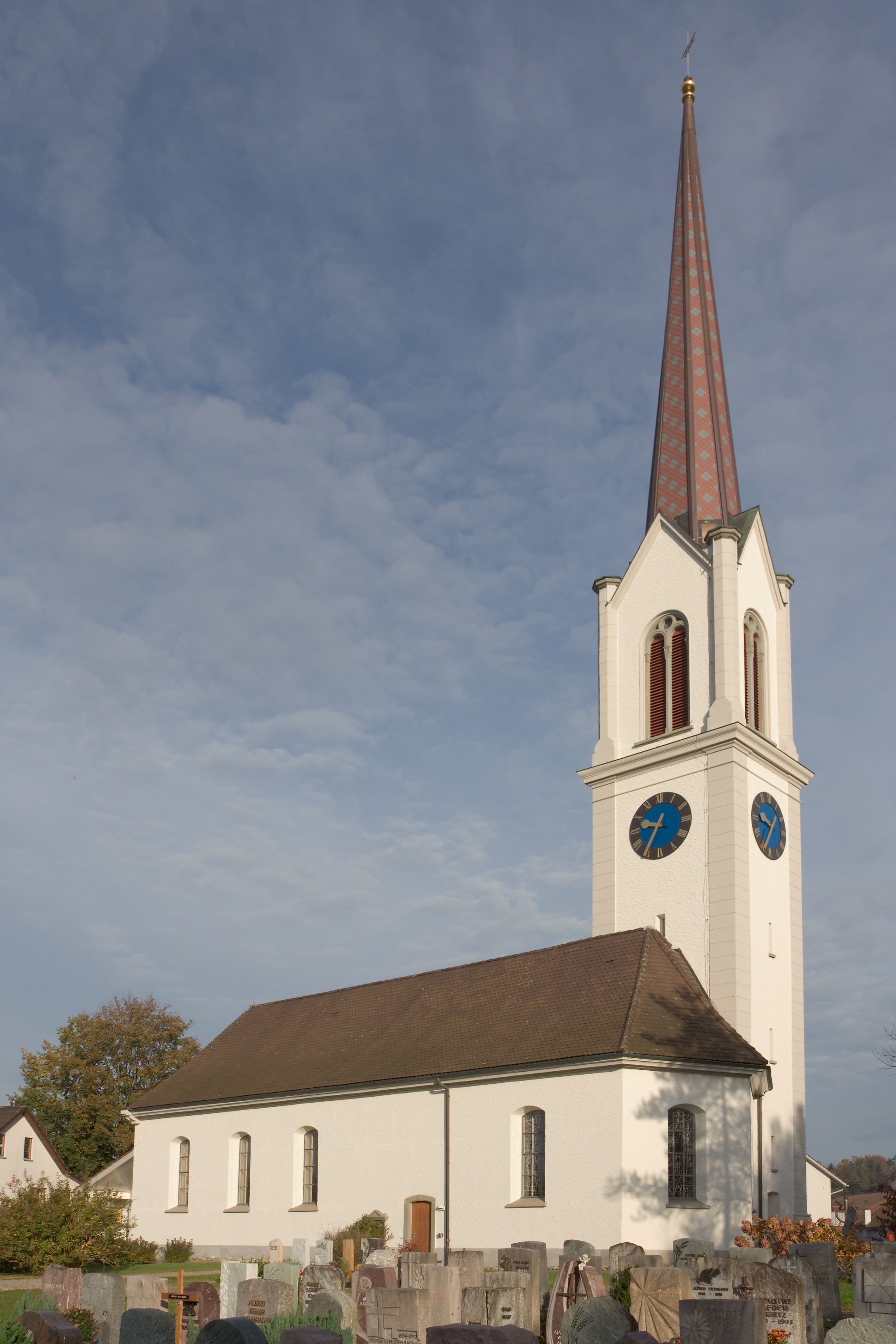
Церковь
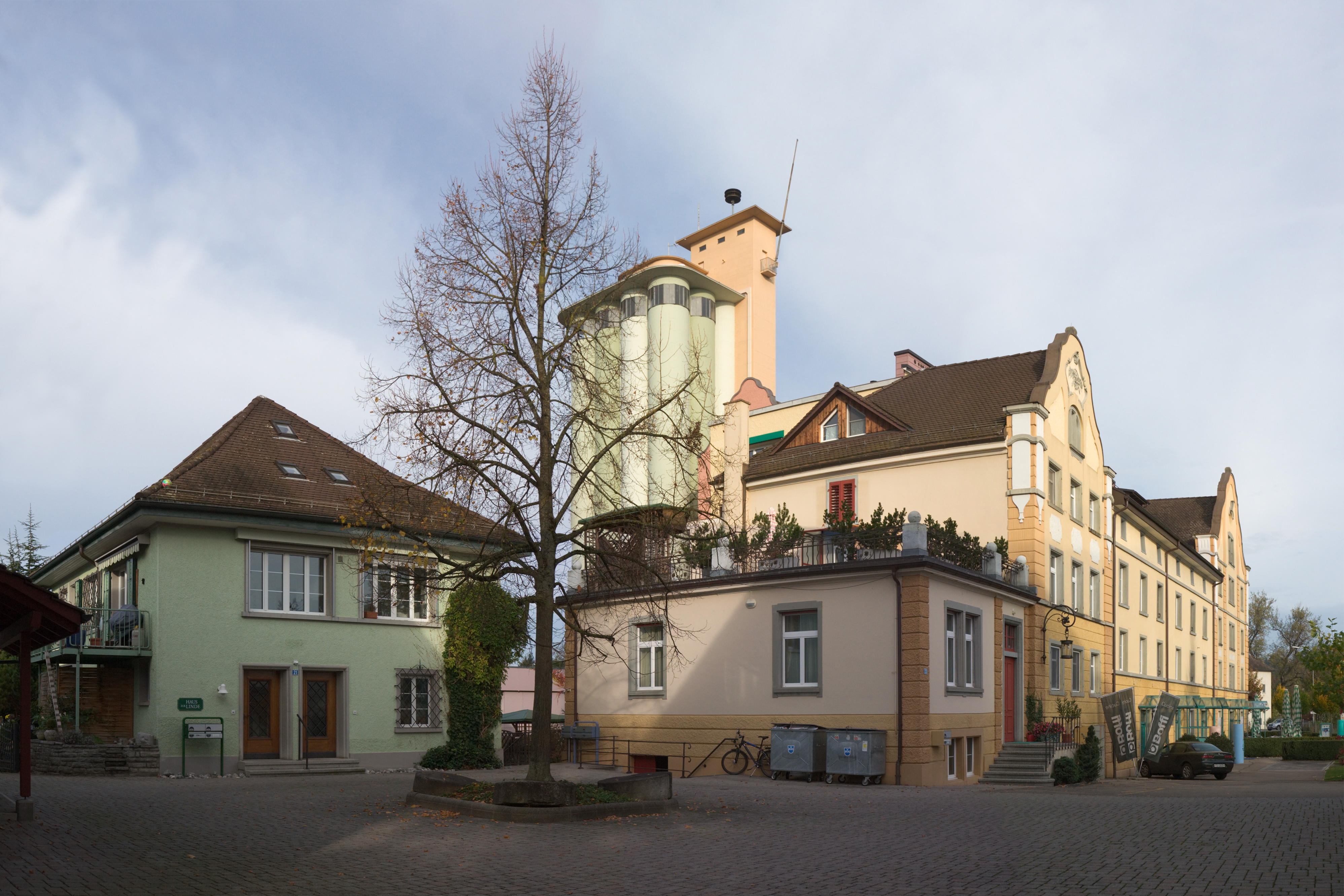